# Realidad virtual (película)
Realidad virtual es una película argentina de terror de 2021 coescrita y dirigida por Hernán Finding. Es protagonizada por Vanesa González, Federico Bal, Christian Sancho, Guillermo Berthold, César Bordón y Santiago Magariños. El film narra la historia de un grupo de actores y técnicos de una película que se juntan a mirar la proyección final del trabajo durante una noche, pero que uno a uno se convierten en víctimas de una cacería sangrienta a manos de un misterioso asesino.
Realidad virtual tuvo su estreno limitado en las salas de cines de Argentina y en CINE.AR el 18 de marzo de 2021 bajo la distribución de APIMA Distribución. La película recibió comentarios mixtos por parte de la crítica especializada, quienes marcaron cierta inconsistencia en el guion y la historia, pero destacaron la labor como actriz de González. En el sitio Todas Las Críticas tiene un porcentaje de aprobación del 54%.

## Sinopsis
Guadalupe (Vanesa González) es una actriz poco conocida que acaba de terminar de rodar una película de terror dirigida por Matías (Guillermo Berthold), un cineasta arrogante que busca junto a su productor José (César Bordón) el éxito a toda costa. Sin embargo, cuando convoca al elenco y al resto del equipo a mirar el primer corte de la cinta en su casa, se dan cuenta de que en la película comienzan a aparecer escenas que no habían sido filmadas y por lo pronto uno a uno comienza a morir.

## Reparto
- Vanesa González como Guadalupe
- Federico Bal como Facundo
- Christian Sancho como Julián
- Guillermo Berthold como Matías
- César Bordón como José
- Santiago Magariños como Pablo
- Sofía Del Tuffo como Patricia "Pato"
- Francisco González Gil como Hernán
- Tobías Findling como Tomás "Tomy"
- Daniel Alvaredo como Productor

## Recepción

### Comentarios de la crítica
La película recibió críticas mixtas por parte de la prensa. Rolando Gallego de Escribiendo Cine puntuó a la película con un 4, diciendo que «Realidad Virtual se esfuerza por evitar una puesta en escena tradicional, asumiendo algunos riesgos con la libertad de la cámara en mano y estilizados movimientos, pero no logra salir del propio esquema sin salida que construye» y agregó que la narrativa «prefiere salidas infantiles», que González «lidia como puede con la propuesta al igual que Margariños». Por su parte, Diego Curubeto del diario Ámbito destacó que «Findling se las arregla con pocos elementos para mantener el pulso narrativo y el ritmo basado en un contrapunto permanente entre tensión y gore», y mencionó que las actuaciones del elenco son sólidas. Andrea Reyes del portal Cine Argentino Hoy rescató que la cinta «reúne un buen elenco y su trama está bien ya que da una vuelta de tuerca interesante a las miles de cintas de este tipo y que en definitiva es una producciónque vale la pena mirar». Por su lado, Matías Orta de A Sala Llena marcó que los efectos visuales «hacen ruido y estropean las escenas», sin embargo, valoró la actuación de González diciendo que «sabe transmitir la vulnerabilidad y la fuerza que se requieren para este tipo de roles».
Por otra parte, Catalina Dlugi de El Portal de Catalina criticó que el director y los guionistas «se olvidaron de dar algún espíritu juguetón, un respiro al espectador, porque la acumulación de horrores puede no tener el efecto deseado». En una reseña para Funcinema, Marcos Ojea dijo sobre el filme que «un poco funciona como el homenaje pretendido, y a la vez nunca logra constituirse como una película en sus propios términos» y añadió que «el elenco fluctúa entre la canchereada y la escuela de Cris Morena».